# Mati Unt-museum

Het Mati Unt-museum is een museumwoning in de Estse hoofdstad Tallinn, gewijd aan de schrijver Mati Unt. Hoewel Unt van 1994 tot aan zijn dood in 2005 in het gebouw woonde, bevond zijn woning zich op de derde verdieping en niet op de eerste verdieping, waar het museum plaatsvindt. Het gebouw is sinds 1980 een wooncomplex voor Estse schrijvers en tegenwoordig wonen er nog steeds schrijvers in.
In 2019 opende het museum als een pop-upmuseum, maar in 2024 werd besloten dit tot een permanent museum te maken. Het museum wordt beheerd door het Literair Centrum van Tallinn, dat ook verantwoordelijk is voor het A.H. Tammsaare-museum en het Eduard Vilde-museum.